# تكراويت
التكراويت هو عصير جزائري تقليدي يصنع في وادي مزاب   بولاية غرداية . وهو عبارة عن مشروب منعش ومروي للعطش مصنوع من النباتات والتوابل  ، وبشكل أكثر تحديدًا من التمر والليمون وزهرة الآس والتوابل (الزعفران وجوزة الطيب وما إلى ذلك) والأعشاب العطرية.

## الملاحظات والمراجع
1. ↑  "Boissons sans Alcool - Algérie". festives.org. اطلع عليه بتاريخ 27 Octobre 2019. {{استشهاد ويب}}: تحقق من التاريخ في: |تاريخ-الوصول= (مساعدة).